# Trigonia Island
Trigonia Island (englisch für Dreiseitige Insel) ist eine kleine Insel im Archipel der Biscoe-Inseln vor der Westküste des Grahamlands auf der Antarktischen Halbinsel. Sie liegt unmittelbar vor der Südspitze von Beer Island.
Teilnehmer der British Graham Land Expedition (1934–1937) unter der Leitung des australischen Polarforschers John Rymill kartierten sie und benannten sie deskriptiv.